# Maria Załuska
Maria Załuska – polska psychiatra, dr hab. nauk medycznych, profesor nadzwyczajny Kliniki Psychiatrii, Studium Kliniczno-Dydaktycznego Centrum Medycznego Kształcenia Podyplomowego i Katedry Psychologii Zdrowia Wydziału Studiów nad Rodziną Uniwersytetu Kardynała Stefana Wyszyńskiego.

## Życiorys
W 1973 ukończyła studia medyczne w Akademii Medycznej w Warszawie, 11 grudnia 1986 obroniła pracę doktorską Reaktywność wegetatywna i lęk w endogennym zespole depresyjnym, 5 kwietnia 2001 habilitowała się na podstawie pracy zatytułowanej Funkcjonowanie społeczne i zapotrzebowanie na opiekę środowiskową w schizofrenii.
Została zatrudniona na stanowisku docenta w Instytucie Psychiatrii i Neurologii.
Była profesorem w Instytucie Studiów nad Rodziną na Wydziale Teologicznym Uniwersytetu Kardynała Stefana Wyszyńskiego i kierownikiem (p.o.) w Klinice Psychiatrii, Studium Kliniczno-Dydaktycznego Centrum Medycznego Kształcenia Podyplomowego oraz w Katedrze Psychologii Małżeństwa i Rodziny na Wydziale Studiów nad Rodziną Uniwersytetu Kardynała Stefana Wyszyńskiego.
Awansowała na stanowisko profesora nadzwyczajnego w Katedrze Psychologii Zdrowia na Wydziale Studiów nad Rodziną Uniwersytetu Kardynała Stefana Wyszyńskiego i w Klinice Psychiatrii, Studium Kliniczno-Dydaktycznego Centrum Medycznego Kształcenia Podyplomowego, a także kierownika w Katedrze Psychologii Zdrowia na Wydziale Studiów nad Rodziną Uniwersytetu Kardynała Stefana Wyszyńskiego.